# 来村
来村（くのむら）は、1956年（昭和31年）まで愛媛県の南予地方の北宇和郡にあった村である。
宇和島市の南に接した農村であった。宇和島市へ編入され、現在に至っている。

## 地理
宇和島市の南に隣接し、来村川の流域。来村川は鬼ヶ城山系の権現山山ろくに源流を発し、北流して宇和島湾に注ぎ込む。北・東・西は宇和島市（西は旧三浦村分-昭和30年宇和島市に編入）に、南は津島町（旧清満村）に接する。昭和30年代後半以降、道路改良に伴い、工場の移転進出などが続き、現在は、市街地は宇和島市と連続している。松の付く地名が多いが、かつては街道に松並木が続いていた。
川
来村川
村名の由来
来村郷として室町時代から伝わる地名である。古くは蒋淵半島（三浦半島）の基部も来村郷に含まれていたものと推察される。当地は来村川に沿って平野が発達していたこともあって、来村郷の中心地であったとみられる。

## 歴史
中世以前
- 鎌倉時代には当村とその周囲一帯は橘氏の支配下にあった。
- 戦国時代になると橘氏に替わって宇和西園寺氏の流れを組む一族の支配下となった。

藩政期
- 宇和島藩に属す。

明治以降
- 1889年（明治22年）12月15日 - 町村制施行時に、川内（かわち）、寄松（よりまつ）、宮下（みやした）、保田（やすだ）、祝森（いわいのもり）の5箇村が合併し、北宇和郡来村が成立。
- 1957年（昭和32年）1月1日 - 宇和島市に編入合併し、来村は自治体としては消滅。

```
来村の系譜
（町村制実施以前の村）（明治期）　　　　　　（昭和の合併）　　　　　（平成の合併）
　　　　　　　　　　　町村制施行時
川内━━━━━━━┓　　　　　　　　　　　　宇和島市に編入
寄松━━━━━━━┫　　　　　　　　　　　　（昭和32年1月1日）
宮下━━━━━━━╋来村━━━━━━━━━━━━━━━━━┓
保田━━━━━━━┫　　　　　　　　　　　　　　　　　　　┃
祝森━━━━━━━┛　　　　　　　　　　　　　　　　　　　┃
　　　　　　　　　　　　　　　　　　　　　　　 　う　え　 ┃　　　　　か
　　　　　　　　　　宇和島町━━━┳━┳宇和島市━┳━┳━┻━━━━━┳━━━━┓
　　　　　　　　　　丸穂村━━━━┛あ┃い　　　　┃　┃　　　　　　  ┃　　　　┃
　　　　　　　　　　八幡村━━━━━━┛　　　　　┃　┃　　　　　　  ┃　　　　┃
　　　　　　　　　　九島村━━━━━━━━━━━━┛　┃　　　　　　　┃　　　　┃
　　　　　　　　　　高光村━━━━━━━━━━━━━━┫　　　　　　  ┃　　　　┃
　　　　　　　　　　三浦村━━━━━━━━━━━━━━┛　　　　　　  ┃　　　　┃
　　　　　　　　　　下波村━━━━━━━━━━━━━━━━━┓　　　　┃　　　　┃
　　　　　　　　　　蒋淵村━━━━━━━━━━━━━━━━━┫お　　　┃　　　　┃
　　　　　　　　　　遊子村━━━━━━━━━━━━━━━━━╋宇和海村┛　　　　┃
　　　　　　　　　　戸島村━━━━━━━━━━━━━━━━━┫　　　　　　　　　┃新設
　　　　　　　　　　日振島村━━━━━━━━━━━━━━━━┛　　　　　　　　　┃合併
　　　　　　　　　                                                      　　　　┃平成17年8月1日
　　　　　　                                                        　　　　　　┣宇和島市（新）
                                    　　　吉田町━━━━━━━━━━━━━━━━┫
　　　　　　　　　　　　　　　　　　　　　三間町━━━━━━━━━━━━━━━━┫
　　　　　　　　　　　　　　　　　　　　　津島町━━━━━━━━━━━━━━━━┛

あ - 大正6年5月1日丸穂村編入、い - 大正10年8月1日市制施行・八幡村編入、う - 昭和9年9月1日九島村編入、
え - 昭和30年3月31日三浦村・高光村編入、お - 昭和33年4月1日新設合併により宇和海村成立
か - 昭和49年4月1日宇和海村を編入
（注記）「宇和島町」以下の合併以前の系譜はそれぞれの町村の記事を参照のこと。

```

## 地域
旧5箇村が大字となった。大字寄松に村役場をおき、駐在所、郵便局も当地に置かれるなど、中心であった。
宇和島市に編入後は、各大字がそのまま同市の「町」になった。昭和30年代後半以降、国道の改良も進んだ結果、沿線を中心に急速に市街化していった。
昭和30年に1187世帯、人口5571人。

## 村長
- 薬師神岩太郎（1931年5月 - 1934年5月）

## 産業
農業
米、麦、大豆、その他豆類、甘藷芋、桑などを産する。来村川に沿って谷底平野が発達し、約150ヘクタールの農地が展開され、（旧）宇和島市の中では米作が盛んで、食供給地の役割を果たしていた。

## 交通
県道（後の国道56号）が来村川に沿って南北に走っている。

## 名所
- 薬師谷渓谷
- 薬師如来像